# Coapilla
Coapilla är en ort i Mexiko.   Den ligger i kommunen Coapilla och delstaten Chiapas, i den sydöstra delen av landet, 700 km öster om huvudstaden Mexico City. Coapilla ligger 1 639 meter över havet och antalet invånare är 3 187.
Terrängen runt Coapilla är kuperad åt nordväst, men åt sydost är den bergig. Runt Coapilla är det ganska tätbefolkat, med 56 invånare per kvadratkilometer. Närmaste större samhälle är Copainalá, 6,9 km sydväst om Coapilla. Omgivningarna runt Coapilla är en mosaik av jordbruksmark och naturlig växtlighet.